# 東ローマ内戦 (1373年 - 1379年)
東ローマ内戦(1373年 - 1379年)とは、パレオロゴス朝統治下の東ローマ帝国におけるヨハネス5世パレオロゴスとその長男のアンドロニコス4世パレオロゴスとの間で行われた帝位を争うクーデターと内戦である。
この内戦で最も利益を得たのはオスマン帝国だった。

## 経過

### 1373年の反乱
アンドロニコス4世は父帝の後継者とされていたが、彼は自国をオスマン帝国の属国と認めた父に憤慨し、父の影響力を排除しようと反乱を画策し、1373年にオスマン帝国のムラト1世の長男サブジュ・ベイと共謀して互いに自分の父親に対して反乱を起こしたが、双方ともに反乱は鎮圧された。
アンドロニコス4世の反乱は弱体化した東ローマ軍でなく、オスマン軍が主体となって鎮圧された。アンドロニコス4世は片目を失明させられ投獄された。

### 1376年の反乱
しかし、アンドロニコスはテネドス島をヴェネツィアに割譲したヨハネス5世に不満を持つジェノヴァとムラト1世を味方につけて1376年に再度反乱を起こし、今度は成功して父帝ヨハネス5世を廃位して帝位についた。
しかしオスマン帝国を味方につけるためにカリポリスの譲渡をムラトに約束していたため、急速に支持を失った。さらにヴェネツィアはテネドス島の返還を拒否し、1378年にはキオッジャ戦争（第4次ヴェネツィア・ジェノヴァ戦争）を引き起こすことになる。
投獄されていたヨハネス5世は脱獄してヴェネツィアの支持を取り付けて1379年に再度アンドロニコス4世から帝位を奪還した。これ以後は大きな戦闘はなくなったが。その後もアンドロニコス4世は、オスマン帝国とジェノヴァの後押しを受けて復権の野心を捨てることなく、父帝と対峙し続けた。